# Dylewo (powiat rypiński)
Dylewo – wieś w Polsce położona w województwie kujawsko-pomorskim, w powiecie rypińskim, w gminie Rypin.

## Podział administracyjny
W latach 1975–1998 miejscowość administracyjnie należała do województwa włocławskiego. Od północy sąsiaduje bezpośrednio z Rypinem (siedzibą powiatu).

## Demografia
Według Narodowego Spisu Powszechnego (III 2011 r.) liczyła 195 mieszkańców. Jest siedemnastą co do wielkości miejscowością gminy Rypin.